# Сулуэта, Иван
Ива́н Сулуэ́та (исп. Iván Zulueta, полное имя Хуан Рикардо Мигель Сулуэ́та Вергараха́уреги (Juan Ricardo Miguel Zulueta Vergarajauregui); 29 сентября 1943, Сан-Себастьян — 30 декабря 2009, там же) — испанский кинорежиссёр, сценарист, художник кино, актёр, кинокомпозитор.

## Биография
Иван Сулуэта родился в буржуазной семье. Его отец, по профессии адвокат, в 1957—1961 годах был директором Сан-Себастьянского кинофестиваля. Мать Сулуэты была художницей-самоучкой. В 1964 году Сулуэта поступил в мадридскую Школу кинематографии, в 1969 году представил в качестве диплома полнометражную музыкальную комедию «Раз, два, три, в английские прятки», работа не была утверждена официальной комиссией, но привлекла большой интерес критики. В 1970—1978 годах проживал в Марокко, снял несколько короткометражных фильмов на любительскую кинокамеру.
В 1979 году снимает и показывает свой второй и главный полнометражный фильм «Вспышка» (также «Исступление»; в главных ролях Эусебио Понсела, Сесилия Рот, Уилл Мор, Марта Фернандес Муро) — наиболее яркую ленту из им снятых и, по признанию многих критиков, лучший из авангардных фильмов испанского кино, близкий к поэтике поп-арта и ставший культовым для целого поколения кинематографистов Испании и Латинской Америки.
В последние годы по состоянию здоровья и вследствие сильной зависимости от наркотиков почти не снимал кинофильмов. Жил в Сан-Себастьяне, работал на телевидении, время от времени выступал художником-оформителем, композитором и актёром в кино, занимался фотографией, сотрудничая при этом с близкими ему людьми — Луисом Бунюэлем, Педро Альмодоваром и др.

## Фильмография
- Ágata (1966, короткометражный, игровой, по новелле Э.По «Овальный портрет»)
- Ida y vuelta (1968, короткометражный, игровой)
- Раз, два, три, в английские прятки / Un, dos, tres, al escondite inglés (1970, полнометражный, игровой)
- Aquarium (1975, короткометражный, игровой)
- Mi ego está en babia (1975, короткометражный, игровой)
- A mal gama (1976, короткометражный, игровой)
- Leo es pardo (1976, короткометражный, игровой)
- Вспышка / Arrebato (1980, полнометражный, игровой)
- Delirios de amor: Párpados (1989, телевизионный, игровой)